# Hjalmar Stjernberg
Per Hjalmar Stjernberg, född 25 juli 1836 i Gävle, död 11 maj 1903 i Vaxholm, var en svensk borgmästare. 
Stjernberg blev student vid Uppsala universitet 1856, avlade kameralexamen 1863, hovrättsexamen 1863 och blev vice häradshövding 1868. Han blev auditör vid Norrbottens fältjägarkår (Norrbottens regemente) 1868, i regementets reserv 1888–1901, tillförordnad regementsskrivare 1872–1880, tillförordnad brottmålsdomare i Norrbottens län 1878–1884 och borgmästare i Vaxholms stad från 1886. Han var även tullkammarföreståndare där från 1886.